# Makhnovchtchina
Ne doit pas être confondu avec Ukraine slobodienne.
1918–1921
Entités précédentes :
- Hetmanat

Entités suivantes :
- Gouvernement russe du Sud
- RSS d'Ukraine

Makhnovchtchina (en cyrillique Махновщина), ou l’Ukraine libertaire, est un mouvement révolutionnaire paysan ukrainien, russe et d'inspiration socialiste libertaire et anarchiste, et visant à l'établissement d'une société démocratique et horizontale sans État sur un territoire rural et constitué de petites villes, dans le sud de l'Ukraine actuelle, entre 1917 et 1921, pendant la guerre civile russe. 
Des communes auto-administrées selon les principes de la démocratie directe et du mandat impératif se forment, d'abord à Gouliaï Polie puis autour, sous la protection de l'Armée révolutionnaire insurrectionnelle ukrainienne organisée par Nestor Makhno. Le mouvement lutte d’abord contre les troupes d'occupation austro-hongroises, après la signature du traité de Brest-Litovsk, puis contre les blancs. En 1920, il est déclaré hors-la-loi et éliminé dans le sang sur demande de l’appareil communiste par les bolcheviks, avec lesquels il s'est pourtant précédemment allié contre les Blancs. Les derniers combattants cessent le combat l'année suivante, marquant la fin de l'organisation libertaire de l'Ukraine. La répression léninienne puis stalinienne dans la région est brutale. Elle peut être vue comme précurseur de l'Holodomor, famine de masse provoquée par le régime central de Moscou en 1932-33.

## Raisons de cette révolte
L’histoire de l’indépendance ukrainienne est étroitement associée à celle de la révolution russe et de la Makhnovchtchina. La déclaration d’indépendance ukrainienne intervient en effet alors que la Première Guerre mondiale et la Révolution russe détruisent les Empires russe et autrichien. Cependant, l’offensive des Bolchéviks contraint le gouvernement à quitter Kiev en février 1918. En mars 1918, par l’armistice de Brest-Litovsk, Lénine livre l’Ukraine aux occupants allemands, qui permettent le retour du gouvernement à Kiev. Corps francs allemands, troupes russes débandées, anarchistes de Nestor Makhno, différentes factions ukrainiennes (pro-alliées, pro-allemandes ou pro-bolchéviques) s’affrontent alors. De plus l’Ukraine est extrêmement intéressante pour les pays voisins, étant principalement composée de région fertile.
En 1917, alors que Kérensky prenait le pouvoir en Russie, l’Ukraine a vu s’installer un pouvoir dirigé par la petite bourgeoisie nationaliste réunie dans la Rada centrale qui était désireuse de devenir indépendante. Ce mouvement occupant principalement le nord de l’Ukraine et mené par Vinitcheuko et Petlioura, constitue l'Etat de la République nationale Ukrainienne. Dans le sud, les masses paysannes commençaient à se former, soutenues par des groupes anarchistes. Ce mouvement de paysans devint rapidement un mouvement révolutionnaire qui renversa le régime bourgeois entre décembre 1917 et janvier 1918. Rapidement le mouvement met en commun les terres et les usines.
En mars 1918, Lénine signa le traité de Brest-Litovsk qui permettait aux armées austro-allemandes d’entrer en Ukraine. Celles-ci rétablirent aussitôt les nobles et les propriétaires fonciers dans leurs privilèges afin de s’assurer la neutralité de la région. La nomination de l’hetman Skoropadsky à la tête de la Rada centrale marqua le retour au tsarisme. Les propriétaires chassés peu de temps auparavant répriment ceux qui les avaient chassés et avaient mis en place des systèmes coopératifs. la population subit de plus le brigandage de ces nouvelles troupes d’occupation. Devant cette répression impitoyable, le pays tout entier va se dresser et le mouvement insurrectionnel des paysans et des ouvriers va se déclarer pour la révolution intégrale, c’est-à-dire ayant comme but la complète émancipation du travail. On assiste alors à une organisation simultanée de corps de francs-tireurs par les paysans eux-mêmes, cela sans aucun mot d’ordre venu d’un quelconque parti politique. Mais les représailles de la Rada ukrainienne, appuyée par les troupes austro-allemandes, vont être sanglantes (juin-juillet-août 1918). La nécessité d’une certaine unification face à la répression se faisant sentir, ce sera le groupe anarchiste de Goulaï-Polé qui en prendra l’initiative, duquel va se détacher un animateur très doué, Nestor Makhno.

## Politique
La Makhnovchtchina était une société égalitaire où travailleurs et paysans étaient organisés en des communautés anarchistes avec un processus de démocratie directe. Lorsque l'armée révolutionnaire libérait une ville, elle proclamait ses principes anarchistes pour clarifier la situation et ne voulait pas imposer son autorité dans la ville.

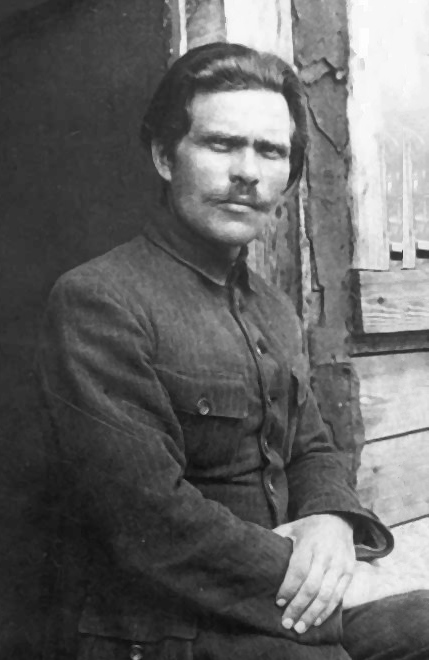
Nestor Makhno en 1921.

## Économie

### Agriculture
Les paysans qui vivaient dans le Makhnovchtchina s'organisent en communes agricoles. La première, appelée « Rosa Luxembourg » a été très réussie[réf. nécessaire]. Dans ces communes, les terres sont tenues en commun, les cuisines et les salles à manger également. Bien que seulement quelques membres se considéraient comme anarchistes, les paysans ont exploité les communes sur la base d'une pleine égalité (« de chacun selon sa capacité, à chacun selon son besoin ») et accepté le principe d'aide mutuelle, théorisé par Kropotkine, comme leur principe fondamental.

### Industrie
L'Ukraine est peu industrialisée au début du XXe siècle, cependant les quelques concentrations d'ouvriers participent au mouvement révolutionnaire.
Les travailleurs du chemin de fer d'Aleksandrovsk ont fait les premiers pas en 1919 pour organiser une économie autogérée[réf. nécessaire]. Ils forment un comité chargé d'organiser le réseau ferroviaire de la région, d'établir un plan détaillé pour le mouvement des trains, le transport des passagers, etc. Des Soviets furent bientôt formés pour coordonner les usines et d'autres entreprises dans toute l'Ukraine[réf. nécessaire].

### Art et divertissement
Les Makhnovistes ont accordé une grande attention au théâtre, et les soldats de l'Armée noire pratiquaient souvent le théâtre pour se divertir et maintenir le moral[réf. nécessaire]. À Houliaïpole, de nombreux ouvriers et étudiants commencent à écrire et à jouer des pièces.

### De l'argent
L'économie de l'Ukraine libre était un mélange d'anarcho-communisme et de socialisme de marché, avec des usines, des fermes et des chemins de fer gérés en coopératives et la création de nombreuses communautés sans argent[réf. nécessaire]. La majorité des territoires continuent d'utiliser de l'argent mais prévoyaient devenir des territoires anarcho-communistes après la guerre civile russe[réf. nécessaire]. En 1920, l'Armée révolutionnaire insurrectionnelle déclare que tous les types de monnaies doivent être acceptés sur les territoires.

### Drapeau
Pendant un certain nombre d'années, on a attribué le drapeau à tête de mort associé au texte écrit en ukrainien « Mort aux ennemis des travailleurs libres » à la Machnovtchina.
Un travail a été fait sur l'historiographie de cette attribution, qui semble finalement inexacte. Elle est probablement le fruit d'erreurs de classements et/ou d'un travail de dénigrement de l'URSS.